# SH2 domen
SH2 domen (Src Homolog 2) je strukturno konzervirani proteinski domen sadržan unutar  onkoproteina i mnogih drugih intracelularnih proteina za prenos signala. Njegovo prisustvo u proteinu mu pomaže da pronađe druge proteine putem prepoznavanja fosforilisanog tirozina na drugom proteinu.

## Uloga
Protein-protein interakcije imaju važnu ulogu u ćelijskom rastu i razvoju. Modularni domeni, koji su podjedinice proteina, posreduju proteinske interakcije putem identifikacije kratkih peptidnih sekvenci. Te peptidne sekvence određuju partnere za vezivanje svakog proteina. Jedan od prominentnijih domena je SH2 domen.
SH2 domeni imaju vitalnu ulogu u ćelijskoj komunikaciji. Njegova dužina je približno 100 aminokiselina, i on je nađen unutar 115 humanih proteina. Njegova struktura se sastoji od dva alfa heliksa i jedne beta ravni. Istraživanja su pokazala da on ima visok afinitet za ostatke fosforilisanog tirozina, i poznato je da prepoznaje sekvencu sa 3-6 aminokiselina unutar peptidnog motiva.

## Vezivanje i fosforilacija
domeni tipično vezuju fosfrilisani ostatak tirozina u kontekstu dužeg peptidnog motiva unutar ciljnog proteina. SH2 domeni predstavljaju najveću klasu poznatih domena za pTyr prepoznavanje.
Do fosforilacije ostataka tirozina u proteinu dolazi tokom prenosa signala i izvršavaju je tirozinske kinaze. Fosforilacija supstrata tirozinskim kinazama deluje kao prekidač koji inicira vezivanje za protein koji sadrži SH2 domen. Intimnost odnos između tirozinskih kinaza i SH2 domena takođe podržava njihova koordinirana pojava u toku evolucije eukariota.

## Raznovrsnost
domeni nisu prisutni kod kvasaca i izgleda da je granica između protozoa i životinja u organizmima poput amebe Dictyostelium discoideum.
Detaljna bioinformatička analiza SH2 domena kod čoveka i miševa je pokazala da postoji 120 SH2 domena unutar 115 proteina kodiranih ljudskim genomom, što odslikava brzu evolucionu ekspanziju SH2 domena.
Veliki broj struktura SH2 domena je bio rešen, i nokaut miševi mnogih SH2 proteina su bili napravljeni.

## Primeri
Humani proteini koji sadrže ovaj domen su:
-{
- ABL1; ABL2
- BCAR3; BLK; BLNK; BMX; BTK
- CHN2; CISH; CRK; CRKL; CSK
- DAPP1
- FER; FES; FGR; FRK; FYN
- GRAP; GRAP2; GRB10; GRB14; GRB2; GRB7
- HCK; HSH2D
- INPP5D; INPPL1; ITK; JAK2; LCK; LCP2; LYN
- MATK; NCK1; NCK2
- PIK3R1; PIK3R2; PIK3R3; PLCG1; PLCG2; PTK6; PTPN11; PTPN6; RASA1
- SH2B1; SH2B2; SH2B3; SH2D1A; SH2D1B; SH2D2A; SH2D3A; SH2D3C; SH2D4A; SH2D4B; SH2D5; SH2D6; SH3BP2; SHB; SHC1; SHC3; SHC4; SHD; SHE
- SLA; SLA2
- SOCS1; SOCS2; SOCS3; SOCS4; SOCS5; SOCS6; SOCS7
- SRC; SRMS
- STAT1; STAT2; STAT3; STAT4; STAT5A; STAT5B; STAT6
- SUPT6H; SYK
- TEC; TENC1; TNS; TNS1; TNS3; TNS4; TXK
- VAV1; VAV2; VAV3
- YES1; ZAP70

}-

## Dodatna literatura
- Li S (2007). „SMALI site”. University of Western Ontario. Архивирано из оригинала 10. 03. 2009. г. Приступљено 8. 1. 2009.
- Huang H, Jiao Y, Xu R, Gao Y (2004). „Construction of a non-redundant human SH2 domain database”. Genomics, Proteomics & Bioinformatics / Beijing Genomics Institute. 2 (2): 119—22. PMID 15629051.
- The Nash Lab (2005). „the SH2 domain”. The University of Chicago. Архивирано из оригинала 02. 04. 2015. г. Приступљено 8. 1. 2009.
- Lab, The Pawson. „SH2 Domain”. Mount Sinai Hospital, Ontario, Canada. Архивирано из оригинала 16. 10. 2014. г. Приступљено 8. 1. 2009.
- Rose T, Waksman G (29. 2. 2000). „SH2 domains: Introduction and Overview”. Washington University School of Medicine. Архивирано из оригинала 21. 08. 2008. г. Приступљено 8. 1. 2009.